# Festival de Cinema Fantástico de Porto Alegre
O Festival de Cinema Fantástico de Porto Alegre (de acrônimo Fantaspoa) é um festival de cinema que acontece no mês de maio, na cidade brasileira de Porto Alegre (capital do Estado do Rio Grande do Sul). É considerado o maior evento de filmes fantástico (envolve os gêneros fantasia, ficção-científica, horror e thriller) da América Latina.
Em 2020, pela primeira vez, o Fantaspoa foi exibido na internet e de forma gratuita, no Darkflix, devido a pandemia de COVID-19. A audiência do festival subiu de 10 mil (em 2019) para 67 mil telespectadores em 2020, com a mudança do formato físico para o online. Em 2021, foi selecionado pelo Dread Central como um dos melhores festivais do mundo. No mesmo ano, o festival voltou a ser exibido de forma gratuita e virtual, dessa vez no Würlak, outra plataforma da DRK Entretenimento, empresa responsável pela Darkflix. Devido ao recorde de público, com mais de 80 mil pessoas visitando o festival, parte da programação continuou sendo exibida por mais sete dias.